# 1763 год в науке
В 1763 году произошли различные научные и технологические события, некоторые из которых представлены ниже.

## События
- Открыты целебные свойства салициловой кислоты[1].

## Публикации
- Опубликована работа[2], английского математика Томаса Байеса, сформулировавшего в ней, так называемую Теорему Байеса, которая позволяет определить вероятность какого-либо события при условии, что произошло другое статистически взаимозависимое с ним событие.

## Родились
- Январь — Джон Бринкли, ирландский астроном.
- 16 мая — Луи Никола Воклен, французский химик и фармацевт, известный, в частности, открытием двух новых химических элементов — хрома и бериллия.
- 25 декабря — Клод Шапп, французский механик, изобретатель одного из способов оптического телеграфа.

## Скончались
- 2 февраля — Эммануэль Эре (р. 1705), французский архитектор.
- 5 марта — Уильям Смелли, британский врач, анатом и педагог шотландского происхождения, основоположник современного акушерства как самостоятельного раздела медицины.
- 11 июля — Пер Форссколь, шведский натуралист (в первую очередь ботаник и антрополог).